# Казимір Костянтин Федорович
Казимір Костянтин Федорович (24 грудня 1860 — 12 червня 1910) — депутат Державної Думи Російської імперії І скликання від Бесарабської губернії.

## Біографія
Народився у дворянській сім'ї. Навчався у Кам'янець-Подільській класичній гімназії, а в 1874 перевівся у реальне училище в Кишиневі. У 1879 році поступив у московську Петровську землеробську академію, яку закінчив, отримавши ступінь кандидата сільського господарства.
Великий землевласник в селі Васкоуци Хотинського повіту (нині с. Вашківці Сокирянського району Чернівецької області) і селі Чернольовка Сорокського повіту Бессаробської губернії. Почесний мировий суддя. Впродовж 21 року обирався земським і повітовим гласним.
Член училищної ради Хотинського і Сорокського повітів, попечитель Гринауцької сільськогосподарської школи, а також навколишніх 20 інших шкіл. Багато займався просвітницькою роботою. Відкрив на власні кошти і утримував у всіх своїх маєтках школи. Також на територіях своїх маєтків відкрив для сільських жителів лікарні і громадські лазні. Велику частину свого часу витрачав на допомогу бідним.
У 1906 році бів обраний у Державну Думу Російської імперії І скликання. За одними даними в Думі примикав до партії кадетів, за іншими політична позиція К. Ф. Казиміра була між партією демократичних реформ і партією мирного обновлення.
Помер Костянтин Казимір 12 червня 1910 року від цукрового діабету. Похований у склепі-усипальниці на християнському цвинтарі у селі Вашківці Сокирянського району Чернівецької області.